# Обсада на Корфу (1798 – 1799)
Обсадата на Корфу е военна операция от 4 ноември 1798 до 3 март 1799 г. на руско-османски флот против укрепените на острова френски войски под командването на Луи Шабо в хода на Средиземноморския поход на черноморската ескадра под командването на адмирал Фьодор Ушаков. Завършва с превземането на острова на щурм.

## Предистория
На 18 октомври 1797 г. се подписва Кампоформийски мирен договор, според който Франция поема управлението на остров Корфу, който е под властта на Венцианската република. През 1798 г. Русия влиза във Втората антифренска коалиция (Великобритания, Австрия, Турция, Кралство на двете Сицилии). Създадена е обединена руско-австрийска армия, която да извърши поход в Северна Италия, окупирана от войските на Френската Директория. Отделно от това Русия и Османската империя се споразумяват заедно да завладеят Корфу.

## Ход на военните действия
Френските войски на острова възлизат на около 3500 души. В пристанището има и 3 бойни кораба. Числеността на руско-османския флот под командването на адмирал Ушаков е 1700 руснаци, 4250 турски войници, 2000 подвластни на турците гърци и 23 различни бойни кораба.
Въпреки численото си превъзходство руско-турските войски успяват да завземат Корфу едва през март на следващата година.

## Последици
След тази победа върху територията на всичките Йонийски острови се създава марионетната държава известна като Република на седемте острова, която е общ протекторат на Русия и Турция. Адмирал Ушаков получава военни ордени както от руския император, така и от османския султан.
През следващите години Корфу преминава на няколко пъти под управлението на Великобритания и Франция до 1864 г., когато Великобритания отстъпва доброволно острова на Гърция, без никаква външна намеса.